# Tynged
Il Tynged ("destino, fato", plurale tynghedau) è l'equivalente gallese dell'irlandese geis, ovvero una sorta di voto, maledizione o incantesimo, che comporta un obbligo o proibizione per chi lo riceve.
Il più famoso fu quello lanciato da Arianrhod sul figlio Lleu Llaw Gyffes nel quarto dei quattro rami del Mabinogion, il Mabinogi di Math fab Mathonwy.